# Natàlia Xakhovskaia
Natàlia Nikolàievna Xakhovskaia (rus: Ната́лия Никола́евна Шаховска́я) (Moscou, 27 de setembre de 1935 - Moscou, 20 de maig de 2017) fou una violoncel·lista i professora de música soviètica i russa. L'any 1991 fou premiada amb el títol d'Artista del Poble de l'URSS.

## Biografia
Xakhovskaia estudia a l'Escola de Música de Gnessin i posteriorment al Conservatori de Moscou, sota la direcció de Semion Kozolúpov. Els seus estudis de perfeccionament els dugué a terme en aquest mateix centre amb Mstislav Rostropóvitx.
Guanyadora dels més importants concursos d'interpretació, tant russos com internacionals (entre ells el Concurs Internacional Txaikovski, on obtingué el Primer Premi i Medalla d'Or), Xakhovskaia dugué a terme una intensa vida concertística tant en recital com amb les millors orquestres i directors.
Fou professora del Conservatori de Moscou, centre en el qual fou titular de la càtedra de violoncel i directora del departament de contrabaix entre 1974 i 1995, després d'haver deixat vacant aquest lloc Rostropóvitx a la seva sortida de Rússia. Xakhovskaia tingué més de quaranta alumnes premiats en concursos internacionals. Fou convidada a fer classes magistrals arreu del món i a formar part del jurat en concursos internacionals d'interpretació.
En els seus darrers anys de vida fou cap del departament de violoncel de l'Escola Superior de Música Reina Sofía de Madrid. El 2015, el govern espanyol li concedí l'Orde d'Alfons X el Savi.